# Otus semitorques
Otus semitorques là một loài chim trong họ Strigidae.